# Honkin' on Bobo
Honkin' on Bobo je album rock skupine Aerosmith. Izšel je leta 2004 pri založbi Columbia Records.

## Seznam skladb
1. "Road Runner" (Bo Diddley cover) - 3:46
2. "Shame, Shame, Shame" (Smiley Lewis cover) - 2:15
3. "Eyesight to the Blind" (Sonny Boy Williamson II cover)	- 3:09
4. "Baby, Please Don't Go" (Them cover) - 3:24
5. "Never Loved a Girl" (Aretha Franklin cover) - 3:12
6. "Back Back Train" (Mississippi Fred McDowell cover) - 4:23
7. "You Gotta Move" (The Rolling Stones cover) - 5:30
8. "The Grind" - 3:46
9. "I'm Ready" (Muddy Waters cover)- 4:13
10. "Temperature" (Little Walter cover) - 2:52
11. "Stop Messin' Around" (Fleetwood Mac cover) - 4:29
12. "Jesus is on the Main Line" (Mississippi Fred McDowell cover) - 2:51
13. "Jaded" - 3:34